# Jesús Fernández
Jesús Fernández Collado (sinh ngày 11 tháng 6 năm 1988), thường chỉ đơn giản được gọi là Jesús, anh là cầu thủ bóng đá chuyên nghiệp hiện đang chơi cho FC Voluntari tại giải Liga I ở vị trí thủ môn.

## Sự nghiệp
Sinh ra tại Madrid, Jesús chơi cho ba đội bóng ở các đội trẻ khác nhau. Năm 2007, anh ký hợp đồng với CD Numancia, chơi hai mùa giải với vị trí thủ môn dự bị tại Tercera Division.
Năm 2010, Jesús gia nhập Real Madrid và thường thi đấu cho Real Madrid Castilla tại Segunda División B, Ngày 21 tháng 5 năm 2011, tại lượt trận cuối cùng của giải đấu, anh đã lần đầu tiên có trận ra mắt Real Madrid ở La Liga , thay thế thủ thành Jerzy Dudek trong những phút cuối cùng của trận đấu, thắng 8-1 trước UD Almería.
Trong hai năm sau đó, anh chỉ là lựa chọn thứ 4 trong dàn thủ môn gồm Iker Casillas, Antonio Adán và Diego López. Anh có trận ra mắt trong đội hình xuất phát vào ngày 1 tháng 6 năm 2013, trong trận thắng sân nhà 4-2 trước CA Osasuna ở lượt trận cuối cùng.